# المجريش (الزاهر)

تعديل مصدري - تعديل

المجريش هي إحدى قرى عزلة الناصفة بمديرية الزاهر التابعة لمحافظة البيضاء، بلغ تعداد سكانها 719 نسمة حسب تعداد اليمن لعام 2004.